# اکریلیک اسید
اکریلیک اسید (به انگلیسی: Acrylic acid) یک ترکیب شیمیایی است. شکل ظاهری این ترکیب، مایع بی‌رنگ یا متمایل به آبی است. اکریلیک اسید شامل کربومرهای بدون بنزن (کارباپول) است که معمولاً در صنایع تولید انواع ژل‌ها استفاده می‌شود. معروف‌ترین کربومر، نوع ۶۹۹ و ۳۴۴ است و معمولاً برای پایداری از منو اتیلن گلیکول که مادهٔ اولیهٔ ضدیخ نیز هست به مقدار ۵ درصد استفاده می‌شود.